# Ołeksandr Nojok
Ołeksandr Wiktorowycz Nojok, ukr. Олександр Вікторович Нойок (ur. 15 maja 1992 w Chersoniu) – ukraiński piłkarz, grający na pozycji pomocnika w białoruskim klubie Dynamo Brześć.

## Kariera piłkarska

### Kariera klubowa
Wychowanek klubu Oswita Chersoń i Szkoły Piłkarskiej Szachtar Donieck, barwy których bronił w juniorskich mistrzostwach Ukrainy (DJuFL). 22 kwietnia 2009 rozpoczął karierę piłkarską w trzeciej drużynie donieckiego klubu. Latem 2010 został wypożyczony do Zakarpattia Użhorod, gdzie występował do końca sezonu 2010/11. 5 kwietnia 2013 podpisał kontrakt z Metalistem Charków. 25 lipca 2014 został wypożyczony do Metałurha Donieck, w którym grał do końca sezonu 2014/15. W marcu 2016 wyjechał do Białorusi, gdzie zasilił skład Dynamy Mińsk. 5 lipca 2018 przeszedł do Dynamy Brześć.

### Kariera reprezentacyjna
Od 2007 broni barw juniorskiej reprezentacji Ukrainy U-17 oraz U-19. W 2012 debiutował w młodzieżowej reprezentacji Ukrainy.